# Владимировское сельское поселение (Ивнянский район)
Владимировское се́льское поселе́ние — муниципальное образование в Ивнянском районе Белгородской области Российской Федерации.
Административный центр — село Владимировка.

## История
Законом Белгородской области от 29 апреля 2015 года Вознесеновское сельское поселение преобразовано путём разделения, на Владимировское сельское поселение с административным центром в селе Владимировка и Вознесеновское сельское поселение с административным центром в селе Вознесеновка.

## Население
| 2016 | 2017 | 2018 | 2019 | 2020 | 2021 |
| ---- | ---- | ---- | ---- | ---- | ---- |
| 482  | ↗490 | ↘489 | ↗496 | ↘488 | ↗569 |

## Состав сельского поселения
| № | Населённый пункт | Тип населённого пункта       | Население |
| - | ---------------- | ---------------------------- | --------- |
| 1 | Владимировка     | село, административный центр | ↗569      |